# Герб Савранського району
Герб Савра́нського райо́ну — офіційний символ Савранського району Одеської області.

## Опис та значення символіки
Гербовий щит має форму чотирикутника з півколом в основі. У зеленому полі зі срібною облямівкою — зображення золотого дуба, нижче в основі — синя хвиляста зі срібною облямівкою смуга.
Дуб є основною цінною породою листяного лісу і символізує собою міцність, розвиток і життя. До того ж на території району росте дуб, якому понад 600 років і який віднесено до пам’яток природи обласного значення. Зелений колір щита символізує собою достаток, волю. Окрім того, він є символом лісів, насадження яких на території району складають понад 12 тис. га.
Особливості флори Савраншини передає і синя хвиляста стрічка, зображена внизу щита, яка символізує річки краю. До найбільших з них відносяться Південний Буг та Савранка, від якої і пішла назва райцентру.
Срібна облямівка по периметру щита та навколо синьої хвилястої стрічки втілює чистоту лісів і річок, навколишнього середовища.
Намет щита оформлений у вигляді рушника, гаптованого українським орнаментом, властивим для даної місцевості: дуб і калина, що є основними мотивами вишиванки, у поєднанні символізують силу і продовження роду. На рушникові червоними літерами написано «САВРАНСЬКИЙ РАЙОН».
Щит прикрашений золотими колосками, які передають основний вид землеробства району, українську щедрість та гостинність.
Цей герб враховує територіальні, етнографічні, господарські особливості краю.